# All Eyez on Me (película)
All Eyez on Me (Todos los ojos sobre mí o Todas las miradas en mí en español) es una película biográfica y de drama estadounidense, sobre el rapero Tupac Shakur, escrita por Ed Gonzalez y Jeremy Haft, y dirigida por Benny Boom. Está protagonizada por el actor Demetrius Shipp, Jr. La película fue estrenada el 16 de junio de 2017, en lo que habría sido la 46ª fecha de nacimiento de Tupac Shakur.

## Sinopsis
La película se centra en la carrera artística y en la vida personal de Tupac Shakur, hasta el fatal tiroteo en Las Vegas en 1996.

## Reparto
- Demetrius Shipp, Jr. como Tupac Shakur.
- Danai Gurira como Afeni Shakur.
- Jamal Woolard como The Notorious B.I.G.
- Stefon Washington como Puff Daddy.
- Kat Graham como Jada Pinkett.
- Grace Gibson como Faith Evans.
- Erica Pinkett como Ayanna Jackson.
- Lauren Cohan como Leila Steinberg.
- Jamie Hector como Mutulu Shakur.
- Annie Ilonzeh como Kidada Jones.
- Keith Robinson como Atron Gregory.
- Dominic L. Santana como Suge Knight.
- Money-B como él mismo.
- Clifton Powell como Floyd.
- Johnell Young como Ray Luv.
- Jermel Howard como Mopreme Shakur.
- Rayven Symone Ferrell como Sekyiwa Shakur.
- Rayan Lawrence como Treach.[3]
- James  Hatter III como Yaki Kadafi.
- Jermaine Carter como Hussein Fatal.
- E.D.I. Mean como él mismo.
- Young Noble como él mismo.
- Azad Arnaud como Daz Dillinger.
- Jarrett Ellis como Snoop Dogg.[4]
- DeRay Davis como Legs.
- Patrick Faucette como Oliver.
- Harold House Moore como Dr. Dre
- Hill Harper
- Cory Hardrict como Haitian Jack.[5]
- Albert Daniels como A.B.
- Phil Armijo como Johnny "J".